# Bort (kant)
En bort er en kant der i farve eller mønster adskiller sig fra det der omgiver den, fx på en striktrøje eller anden form for håndarbejde anvendes først og fremmest som pynt.
| Tøj | Spire Denne artikel om tøj, sko eller lignende er en spire som bør udbygges. Du er velkommen til at hjælpe Wikipedia ved at udvide den. |